# New Boots and Panties!!
Az 1977-es New Boots and Panties!! Ian Dury nagylemeze. A cím Dury azon szokására utal, hogy mindent használtan vett, kivéve a cipőt és az alsóneműt. Az album nem a Ian Dury and The Blockheads-é, mivel az együttes csak néhány hónappal később alakult, ráadásul az együttes két tagja nem szerepel a lemezen. A borítón Dury fia, Baxter látható.
Az album szerepel az 1001 lemez, amit hallanod kell, mielőtt meghalsz című könyvben.

## Az album dalai
| 1. | Wake Up and Make Love With Me   | Ian Dury, Chaz Jankel | 4:23 |
| 2. | Sweet Gene Vincent              | Dury, Jankel          | 3:33 |
| 3. | I'm Partial to Your Abracadabra | Dury, Jankel          | 3:13 |
| 4. | My Old Man                      | Dury, Steve Nugent    | 3:40 |
| 5. | Billericay Dickie               | Dury, Nugent          | 4:17 |

| 1. | Clever Trevor         | Dury, Jankel | 4:53 |
| 2. | If I Was With a Woman | Dury, Jankel | 3:24 |
| 3. | Blockheads            | Dury, Jankel | 3:30 |
| 4. | Plaistow Patricia     | Dury, Nugent | 4:13 |
| 5. | Blackmail Man         | Dury, Nugent | 2:14 |

## Közreműködők
- Ian Dury – ének
- Chaz Jankel – gitár, billentyűk
- Norman Watt-Roy – basszusgitár
- Charley Charles – dob

### További zenészek
- Davey Payne – szaxofon
- Edward Speight – gitár
- Geoff Castle – moog szintetizátor